# Giải thưởng thường niên TVB 2011
Giải thưởng thường niên TVB 2011 (tiếng Anh: 2011 TVB Anniversary Awards, tiếng Trung: 萬千星輝頒獎典禮2011) được tổ chức bởi TVB nhằm tôn vinh những thành tựu trong phim truyền hình TVB năm 2011. Lễ trao giải diễn ra ngày 05 tháng 12 năm 2011 tại TVB Studios ở Tseung Kwan O, Hồng Kông và được phát trực tiếp trên kênh Jade và HD Jade.

## Đề cử
Danh sách đề cử được thông báo vào ngày 10 tháng 11 năm 2011 tại buổi họp báo và công bố trên trang web chính thức của giải thưởng. Năm đề cử cuối cùng cho các hạng mục Phim hay nhất, Nam diễn viên chính xuất sắc nhất, Nữ diễn viên chính xuất sắc nhất, Nam diễn viên phụ xuất sắc nhất, Nữ diễn viên phụ xuất sắc nhất, Nam nhân vật được yêu thích nhất, Nữ nhân vật được yêu thích nhất được thông báo tại buổi khai mạc lễ trao giải.

### Giải thưởng
Phim và diễn viên giành giải được viết trên cùng và in đậm; năm diễn viên (phim) dẫn đầu đề cử được xếp ở đầu danh sách và in đậm.
| Phim hay nhất | Phim hay nhất |
| --- | --- |
| - Tiềm hành truy kích (Lives of Omission) - Học trường mật cảnh (Yes, Sir. Sorry, Sir!) - Chân tướng (The Other Truth) - Tòa án lương tâm (Ghetto Justice) - Bằng chứng thép 3 (Forensic Heroes III) - Văn phòng bác sĩ (Show Me the Happy) - Những vụ án kỳ lạ (Twilight Investigation) - Sự cám dỗ nguy hiểm (Links to Temptation) - Đoàn binh gia đình (Home Troopers) - Liệu pháp nhân tâm (A Great Way to Care) - Ngày trong đời (7 Days in Life) | - Ván bài gia nghiệp (The Rippling Blossom) - Hôn nhân tiền định (Only You) - Nữ quyền bảo chi lâm (Grace Under Fire) - Bếp lửa gia đình (Be Home for Dinner) - Di chiếu công triều (Relic of an Emissary) - Thế giới của hoa gia tỷ (My Sister of Eternal Flower) - Đoàn viên (Wax and Wane) - Đại nội thị vệ (The Life and Times of a Sentinel) - Rượu đắng tình nồng (River of Wine) - Cuộc hẹn tử thần (Men with No Shadows) - Thần thám Phúc Lộc Thọ (Super Snoops) - Lời hứa vội vàng (Til Love Do Us Lie) - Vạn phụng chi vương (Curse of the Royal Harem) |
| Nam diễn viên chính xuất sắc nhất | Nữ diễn viên chính xuất sắc nhất |
| - Trịnh Gia Dĩnh – Tòa án lương tâm (Ghetto Justice) vai La Lực Á - Trần Hào – Học trường mật cảnh (Yes, Sir. Sorry, Sir!) vai Law Yiu-wah - Tạ Thiên Hoa – Tiềm hành truy kích (Lives of Omission) vai Lương Tiếu Đường - Hoàng Tông Trạch – Tiềm hành truy kích (Lives of Omission) vai Tô Tinh Bá - Lê Diệu Tường – Bằng chứng thép 3 (Forensic Heroes III) vai Bố Quốc Đống - Trương Trí Lâm – Ván bài gia nghiệp (The Rippling Blossom) vai Ngư Chí Doanh - Âu Cẩm Đường – Bếp lửa gia đình (Be Home for Dinner) vai Chung Quốc Đống - Quách Tấn An – Đoàn viên (Wax and Wane) vai Ông Dĩ Tiến - Ngô Trác Hi – Đoàn viên (Wax and Wane) vai Ông Dĩ Hành - Trần Triển Bằng – Chân tướng (The Other Truth) vai Lưu Tư Kiệt - Mã Tuấn Vỹ – Đại nội thị vệ (The Life and Times of a Sentinel) vai Nhiếp Đa Bảo - Mã Quốc Minh – Đại nội thị vệ (The Life and Times of a Sentinel) vai Phúc Toàn (Dụ Thân Vương) - Âu Dương Chấn Hoa – Cuộc hẹn tử thần (Men with No Shadows) vai Giang Đông Kiện - Lâm Phong – Cuộc hẹn tử thần (Men with No Shadows) vai Thai Phong - Trần Cẩm Hồng – Vạn phụng chi vương (Curse of the Royal Harem) vai Đạo Quang Đế | - Hồ Hạnh Nhi – Vạn phụng chi vương (Curse of the Royal Harem) vai Nguyên Uyển, Hiếu Thận Thành hoàng hậu - Uông Minh Thuyên – Đoàn binh gia đình (Home Troopers) vai Lê Gia Gia - Chung Gia Hân – Học trường mật cảnh (Yes, Sir. Sorry, Sir!) vai Điểm Giải A - Trần Pháp Lạp – Tiềm hành truy kích (Lives of Omission) vai Chu Vọng Tình - Dương Di – Ván bài gia nghiệp (The Rippling Blossom) vai Tái Tư Long - Xa Thi Mạn – Thế giới của hoa gia tỷ (My Sister of Eternal Flower) vai Hoa Lệ Châu - Lý Thi – Đại nội thị vệ (The Life and Times of a Sentinel) vai Trác Tử Ngưng - Từ Tử San – Tiềm hành truy kích (Lives of Omission) vai Diêu Khả Khả - Tiết Gia Yến – Rượu đắng tình nồng (River of Wine) vai Quan Huệ Lan - Giang Mỹ Nghi – Rượu đắng tình nồng (River of Wine) vai Đinh Gia Bích - Tuyên Huyên – Vạn phụng chi vương (Curse of the Royal Harem) vai Nữu Hỗ Lộc |
| Nam diễn viên phụ xuất sắc nhất | Nữ diễn viên phụ xuất sắc nhất |
| - Hoàng Trí Hiền – Tiềm hành truy kích (Lives of Omission) vai Lạt Khương - Lâm Tử Thiện – Tòa án lương tâm (Ghetto Justice) vai Mễ Tá Trị - Quách Chính Hồng – Tiềm hành truy kích (Lives of Omission) vai Cẩu Đầu - Hoàng Đức Bân – Sự cám dỗ nguy hiểm (Links to Temptation) vai Cao Trung Vinh - Tưởng Chí Quang – Liệu pháp nhân tâm (A Great Way to Care) vai Liên Chí Sâm - Đặng Kiện Hoằng – Ngày trong đời (7 Days in Life) vai Đái Thiểu Nam - Sam Lee – Tòa án lương tâm (Ghetto Justice) vai Đinh Gia Phú - Trần Quốc Bang – Cuộc hẹn tử thần (Men with No Shadows) vai Đường Vĩnh | - Trần Mẫn Chi – Tòa án lương tâm (Ghetto Justice) vai Hà Lợi Trinh - Đường Thi Vịnh – Chân tướng (The Other Truth) vai Phan Xảo Như - Hồ Định Hân – Bằng chứng thép 3 (Forensic Heroes III) vai Chu Dịch Phi - Dương Tú Huệ – Liệu pháp nhân tâm (A Great Way to Care) vai Tôn Gia Bích - Đằng Lệ Danh – Tòa án lương tâm (Ghetto Justice) vai Đệ Ngũ Đình - Giang Mỹ Nghi – Tiềm hành truy kích (Lives of Omission) vai Viên Quân Lam - Mã Trại – Rượu đắng tình nồng (River of Wine) vai Tằng Úc Phương - Hoàng Thục Nghi – Vạn phụng chi vương (Curse of the Royal Harem) vai Cung Từ Hoàng Thái Hậu |
| Nam nhân vật được yêu thích nhất | Nữ nhân vật được yêu thích nhất |
| - Trịnh Gia Dĩnh – Tòa án lương tâm (Ghetto Justice) vai La Lực Á - Trần Triển Bằng – Chân tướng (The Other Truth) vai Lưu Tư Kiệt - Tạ Thiên Hoa – Tiềm hành truy kích (Lives of Omission) vai Lương Tiếu Đường - Hoàng Tông Trạch – Tiềm hành truy kích (Lives of Omission) vai Tô Tinh Bá - Lê Diệu Tường – Bằng chứng thép 3 (Forensic Heroes III) vai Bố Quốc Đống - Trương Trí Lâm – Ván bài gia nghiệp (The Rippling Blossom) vai Ngư Chí Doanh - Trần Hào – Học trường mật cảnh (Yes, Sir. Sorry, Sir!) vai Law Yiu-wah - Mã Tuấn Vỹ – Đại nội thị vệ (The Life and Times of a Sentinel) vai Nhiếp Đa Bảo - Nguyễn Triệu Tường – Thần thám Phúc Lộc Thọ (Super Snoops) vai Siêu Đê Năng - Lý Tư Tiệp – Thần thám Phúc Lộc Thọ (Super Snoops) vai Siêu Đê Năng | - Hồ Hạnh Nhi – Tòa án lương tâm (Ghetto Justice) vai Vương Tư Khổ - Chung Gia Hân – Học trường mật cảnh (Yes, Sir. Sorry, Sir!) vai Cổ Gia Lam - Trần Pháp Lạp – Tiềm hành truy kích (Lives of Omission) vai Chu Vọng Tình - Trương Khả Di - Bằng chứng thép 3 (Forensic Heroes III) vai Chung Học Tâm - Trần Nhân Mỹ – Bằng chứng thép 3 (Forensic Heroes III) vai Tương Trác Quân - Quách Thiện Ni – Ngày trong đời (7 Days in Life) vai Uông Cổ Du - Trần Mẫn Chi – Tòa án lương tâm (Ghetto Justice) vai Hà Lợi Trinh - Dương Di – Chân tướng (The Other Truth) vai Khang Chỉ Hân - Từ Tử San – Tiềm hành truy kích (Lives of Omission) vai Diêu Khả Khả - Uông Minh Thuyên – Thần thám Phúc Lộc Thọ (Super Snoops) vai Siêu Đê Năng |
| Nữ diễn viên tiến bộ nhất | Nam diễn viên tiến bộ nhất |
| - Jin Au-yeung – Big Boys Club, Văn phòng bác sĩ (Show Me the Happy), Stairway to Dragon, Học trường mật cảnh (Yes, Sir. Sorry, Sir!), Tiềm hành truy kích (Lives of Omission), Kung Fu Supernova, Top Eats 100 - Lâm Tử Thiện – Thế giới của hoa gia tỷ (My Sister of Eternal Flower), Tòa án lương tâm (Ghetto Justice), Rượu đắng tình nồng (River of Wine), Ghetto a la Spice - King Kong – Neighbourhood Gourmet, Thần thám Phúc Lộc Thọ (Super Snoops) - Jason Chan – Hôn nhân tiền định (Only You), Bếp lửa gia đình (Be Home for Dinner), Những chuyện tình lãng mạn (Dropping by Cloud Nine) - Dương Minh – Những vụ án kỳ lạ (Twilight Investigation), Hôn nhân tiền định (Only You), Bếp lửa gia đình (Be Home for Dinner), Thế giới của hoa gia tỷ (My Sister of Eternal Flower), Chân tướng (The Other Truth) | - Mã Trại – Eat This Way, Di chiếu công triều (Relic of an Emissary), Rượu đắng tình nồng (River of Wine), Cuộc hẹn tử thần (Men with No Shadows), Vạn phụng chi vương (Curse of the Royal Harem) - Cao Hải Ninh – Eat This Way, After Hours, Admiral's Feast, Bằng chứng thép 3 (Forensic Heroes III) - Hoàng Trí Văn – Scoop, Đoàn binh gia đình (Home Troopers), Tòa án lương tâm (Ghetto Justice), Tiềm hành truy kích (Lives of Omission), Cuộc hẹn tử thần (Men with No Shadows) - Nhạc Đồng – Học trường mật cảnh (Yes, Sir. Sorry, Sir!), Rượu đắng tình nồng (River of Wine), Bằng chứng thép 3 (Forensic Heroes III) - Cung Gia Hân – Ngày trong đời (7 Days in Life), Tòa án lương tâm (Ghetto Justice), Bếp lửa gia đình (Be Home for Dinner), Đại nội thị vệ (The Life and Times of a Sentinel)                                                                             |
| Best Host | Best Variety Show |
| - Grasshopper – All Star Glam Exam - Jin Au-yeung, Bob Lam, Penny Chan, Kevin Tong – Big Boys Club - Margie Tsang, Kristal Ting – Deja Love - King Kong, Tiểu Nghi – Neighbourhood Gourmet - Mã Tuấn Vỹ – Apprentice chef (Apprentice Chef) - Nguyễn Triệu Tường, Ngũ Vịnh Vi – What the Face? | - All Star Glam Exam - The Magic Ring - Apprentice chef (Apprentice Chef) - What the Face? - Big Fun Hong Kong - Kung Fu Supernova |
| Best Informative Programme | Most Admirable Programme Award |
| - Water of Life - Hong Kong Back Then - Travelling with Koyo - Xinhai Centenary - Roadtrip To Freedom - Kung Fu Supernova | - Hong Kong Back Then - Travelling with Koyo - Kung Fu Supernova - Xinhai Centenary - Roadtrip to Freedom - Water of Life |
| Lifetime Acting Achievement Award | tvb.com Microblog's Popularity Award |
| Lý Hương Cầm | Trịnh Gia Dĩnh |
| Extraordinary Elegant Male and Female Artistes | |
| - Nam diễn viên: - Giành giải: Hoàng Tông Trạch - Vị trí thứ hai: Trịnh Gia Dĩnh - Vị trí thứ ba: Tạ Thiên Hoa - Vị trí thứ tư: Lê Diệu Tường | - Nữ diễn viên: - Giành giải: Hồ Hạnh Nhi - Vị trí thứ hai: Trần Pháp Lạp - Vị trí thứ ba: Chung Gia Hân - Vị trí thứ tư: Từ Tử San |

## Người công bố giải
Danh sách người trao giải được liệt kê theo thứ tự trao giải.
| Tên                           | Vai trò                                                                   |
| ----------------------------- | ------------------------------------------------------------------------- |
| Norman Leung GBS, OBE, JP     | Công bố Giải thành tựu trọn đời                                           |
| Hoàng Hựu Nam Teddy Robin     | Công bố giải Nữ diễn viên tiến bộ nhất và giải Nam diễn viên tiến bộ nhất |
| Hồ Phong Tats Lau             | Công bố giải TVB.com's Popularity Award                                   |
| Ko Tin-lung                   | Công bố giải Most Admirable Programme Award                               |
| Trịnh Đan Thụy Wong Chun-chun | Công bố giải Nam diễn viên phụ xuất sắc nhất                              |
| Huỳnh Nhật Hoa                | Công bố giải Nữ diễn viên phụ xuất sắc nhất                               |
| Ôn Bích Hà Lâm Gia Đống       | Công bố giải Nữ nhân vật được yêu thích nhất                              |
| Trần Diệu Anh                 | Công bố giải Nam nhân vật được yêu thích nhất                             |
| Trần Bách Tường               | Công bố giải Best Host                                                    |
| Đào Kiệt                      | Công bố giải Best Informative Program                                     |
| Ng Yu                         | Công bố giải Best Variety Show                                            |
| Ng See-yuen BBS, JP           | Công bố giải Phim hay nhất                                                |
| Tạ Hiền Ngô Trấn Vũ           | Công bố giải Nữ diễn viên chính xuất sắc nhất                             |
| Đặng Tụy Văn                  | PCông bố giải Nam diễn viên chính xuất sắc nhất                           |